# 萊夫 (阿肯色州)
萊夫（英語：Lafe）是一個位於美國阿肯色州格林縣的市鎮。

## 地理
萊夫的座標為36°12′18″N 90°30′25″W / 36.20500°N 90.50694°W，而該地的平均海拔高度為97米（即318英尺）。

## 人口
根據2020年美國人口普查的數據，萊夫的面積為5.26平方千米，皆為陸地。當地共有人口458人，而人口密度為每平方千米79人。